# Templo de Montreal
El Templo de Montreal, Canadá es uno de los templos construidos y operados por La Iglesia de Jesucristo de los Santos de los Últimos Días. El número 86 construido por la iglesia y el sexto construido en Canadá, ubicado en la ciudad de Longueuil, en la costa sur del río San Lorenzo, al suroeste del estado Quebec.
El templo de Montreal fue construido de mármol blanco Bethel proveniente del norte del estado Vermont, con un diseño clásico de un solo pináculo. Tiene un total de 990 metros cuadrados de construcción y cuenta con dos salones para las ordenanzas SUD y dos salones de sellamientos matrimoniales.

## Historia
Los primeros misioneros SUD llegaron a la Baja Canadá, nombre con el que se conocía la región actual de Quebec, en los años 1830, poco antes de la organización del Movimiento de los Santos de los Últimos Días. Sin embargo no encontraron gran éxito proselitista entre la población, la mayoría de los cuales era de habla francesa. La primera misión en Canadá para la iglesia se organizó formalmente en 1919 y la primera congregación de habla inglesa se organizó en 1930 en la ciudad de Montreal. Luego, en el año 1942 se compró una capilla, la cual sirvió como centro de reuniones por unos 30 años.
Thomas S. Monson sirvió como presidente de la misión en el área de Canadá en 1961 y fue el primero en asignar misioneros de habla francesa para hacer proselitismo entre la población de habla francesa en Quebec. Los fieles de habla francesa crecieron en número hasta la creación de pequeñas congregaciones en 1974 que luego se convertiría en una estaca en Montreal, la primera estaca en Norteamérica de habla francesa cuyos miembros provenían de varios países, incluyendo Canadá, África, Jamaica, Italia y el este de Europa.
La estaca de habla inglesa en Montreal se creó en 1980. Para el año 2000, la iglesia reportaba unos 8500 conversos en Quebec —la mitad de habla francesa— y el nuevo templo servía un área que incluía cuatro estacas y un distrito. Quebec también tiene organizadas congregaciones de habla hispana, quienes pueden asistir al templo y servir en su propio idioma.

## Construcción
En la Conferencia General en octubre de 1998, la Primera Presidencia de la iglesia SUD anunció los planes de construir un nuevo templo en Canadá. Durante esa conferencia fueron anunciados la más larga lista de templos nuevos con el fin de completar la meta del entonces presidente de la iglesia Gordon B. Hinckley de tener construidos 100 templos alrededor del mundo para fines del año 2000. El templo de Montreal fue el número 30 construido del mismo diseño de menores proporciones a nivel mundial. 
Seguido el anuncio público, la iglesia en ese país buscó un terreno adecuado, escogiéndose un antigo galpón donde se exhibían vehículos para su subasta. La construcción del templo comenzó un año después el 9 de abril de 1999 con una ceremonia de la primera palada presidida por las autoridades generales de esa región dentro del galpón el cual fue luego demolido para la construcción del templo.
La piedra angular del templo tiene inscrito la fecha que el templo fue erigido, como en todos los templos, pero en el idioma francés: Edifié en L'an 2000.

## Dedicación
El templo SUD de la ciudad de Montreal fue dedicado para sus actividades eclesiásticas en cuatro sesiones, el 4 de junio de 2000, por Gordon B. Hinckley. Anterior a ello, y por solo una semana del 20 al 27 de mayo de ese mismo año, la iglesia permitió un recorrido público de las instalaciones y del interior del templo al que asistieron más de 10 000 visitantes. Unos 6.000 miembros de la iglesia e invitados asistieron a la ceremonia de dedicación, que incluye una oración dedicatoria.
Por primera vez en la historia de la iglesia SUD, tres templos fueron dedicados en el mismo fin de semana: los templos de Tampico y Villahermosa (México) y el templo de Nashville (Tennessee), se dedicaron entre el 20-21 de mayo de 2000. Dos semanas después, el 4 de junio, se dedicaron otros dos templos, el templo de Montreal y el Templo de San José (Costa Rica), llevando el número de templos construidos para esa fecha a 87.
Además de Montreal, al templo, por su cercanía a las comunidades, también asisten miembros provenientes de Ottawa, Ontario; Montpelier, Vermont, así como comunidades circunvecinas incluyendo el norte de Nueva York. Antes de la construcción del templo en Montreal los fieles del pasado viajaban por tierra unas 45 horas para asistir al templo de Alberta o por aire al templo de Suiza. A partir de 1990, el viaje se redujo a seis horas por tierra hasta el templo de Toronto y Washington D. C..